# 约瑟夫·泽曼
约瑟夫·泽曼（捷克語：Josef Zeman，1915年1月23日—1999年5月3日），捷克前男子足球运动员，司职前锋。他曾代表捷克斯洛伐克国家队参加1938年国际足联世界杯，结果队伍止步八强。